# 정의여자고등학교
정의여자고등학교(正義女子高等學校)는 대한민국 서울특별시 도봉구 쌍문동에 있는 사립 고등학교이다.

## 학교 연혁
- 1970년 6월 11일 : 학교법인 삼산학원(三山學園) 설립 인가. 초대 이사진 취임. 이사장 윤기안 선생. 이사 임석무, 함석헌, 박승엽, 조병운, 최순진, 윤창흠 선생. 감사 윤덕삼, 최태사 선생
- 1970년 10월 7일 : 본관 건물 기공(학원 창립일)
- 1971년 3월 5일 : 정의여자중학교 개교, 제1회 입학식 거행
- 1974년 11월 30일 : 본관 건물 완공(2,237평)
- 1976년 3월 5일 : 정의여자고등학교 개교, 제1회 입학식 거행
- 1976년 9월 14일 : 정의여자고등학교 초대 교장 이대준 선생 취임
- 1979년 3월 23일 : 강당 및 과학반 1,008평 준공(연 3,245평)
- 1980년 3월 5일 : 상업과(2부) 18학급 증설 편성(문과 45학급, 상과 18학급 계 63학급)
- 1983년 12월 26일 : 생활관 및 도서관 720평 준공(연 5,218평)
- 1991년 7월 25일 : 본관 6층 증축 483평 완공(종합시청각실 1실, 본관과 강당 연결)
- 1999년 4월 30일 : 정의여자고등학교 급식 시설 준공(271평, 750석)
- 1999년 7월 14일 : 정의여자고등학교 학칙변경인가(보통과 한학년당 15학급씩 전학급을 45학급으로 함), 2000학년도 신입생부터 시행
- 2002년 6월 15일 : 정의여자고등학교 정보 센터 신축공사 준공 473평(연 6966평)
- 2007년 6월 27일 : 인조 잔디 운동장 준공
- 2007년 8월 31일 : 디지털 도서관 개관
- 2007년 10월 11일 : 정의여자고등학교 골프 학습장 개관
- 2018년 5월 29일 : 이사진 보선(이사장 윤남훈 선생. 이사 오인탁, 조치형, 김진석, 조석제, 최준수, 김영희, 황도준 선생. 감사 변윤석, 김일환 선생)
- 2021년 3월 1일 : 정의여자고등학교 제5대 교장 박선주 선생 취임
- 2022년 2월 9일 : 정의여자고등학교 제44회 졸업식(졸업생 261명, 졸업생 연인원 32,344명)

## 참고 자료
- 정의여자고등학교 - 한국교육학술정보원 학교알리미